# Lanius dorsalis
Picanço-dos-taita ou picanço-do-quénia (Lanius dorsalis) é uma espécie de ave da família Laniidae.
Pode ser encontrada nos seguintes países: Etiópia, Quénia, Somália, Sudão, Tanzânia e Uganda.
Os seus habitats naturais são: matagal árido tropical ou subtropical e campos de gramíneas subtropicais ou tropicais secos de baixa altitude.